# Diego Arrabal
 (mars 2023).
Si vous disposez d'ouvrages ou d'articles de référence ou si vous connaissez des sites web de qualité traitant du thème abordé ici, merci de compléter l'article en donnant les références utiles à sa vérifiabilité et en les liant à la section « Notes et références ».
 (mars 2023).
La mise en forme du texte ne suit pas les recommandations de Wikipédia : il faut le « wikifier ».
Les points d'amélioration suivants sont les cas les plus fréquents. Le détail des points à revoir est peut-être précisé sur la page de discussion.
- Les titres sont pré-formatés par le logiciel. Ils ne sont ni en capitales, ni en gras.
- Le texte ne doit pas être écrit en capitales (les noms de famille non plus), ni en gras, ni en italique, ni en « petit »…
- Le gras n'est utilisé que pour surligner le titre de l'article dans l'introduction, une seule fois.
- L'italique est rarement utilisé : mots en langue étrangère, titres d'œuvres, noms de bateaux, etc.
- Les citations ne sont pas en italique mais en corps de texte normal. Elles sont entourées par des guillemets français : « et ».
- Les listes à puces sont à éviter, des paragraphes rédigés étant largement préférés. Les tableaux sont à réserver à la présentation de données structurées (résultats, etc.).
- Les appels de note de bas de page (petits chiffres en exposant, introduits par l'outil «  Source ») sont à placer entre la fin de phrase et le point final[comme ça].
- Les liens internes (vers d'autres articles de Wikipédia) sont à choisir avec parcimonie. Créez des liens vers des articles approfondissant le sujet. Les termes génériques sans rapport avec le sujet sont à éviter, ainsi que les répétitions de liens vers un même terme.
- Les liens externes sont à placer uniquement dans une section « Liens externes », à la fin de l'article. Ces liens sont à choisir avec parcimonie suivant les règles définies. Si un lien sert de source à l'article, son insertion dans le texte est à faire par les notes de bas de page.
- La présentation des références doit suivre les conventions bibliographiques. Il est recommandé d'utiliser les modèles {{Ouvrage}}, {{Chapitre}}, {{Article}}, {{Lien web}} et/ou {{Bibliographie}}. Le mode d'édition visuel peut mettre en forme automatiquement les références.
- Insérer une infobox (cadre d'informations à droite) n'est pas obligatoire pour parachever la mise en page.

Pour une aide détaillée, merci de consulter Aide:Wikification.
Si vous pensez que ces points ont été résolus, vous pouvez retirer ce bandeau et améliorer la mise en forme d'un autre article.
Œuvres principales
- Jour de colère
- N'y voyez rien de personnel
- Le principe des trois singes
- Alice doit mourir
- Illusions

Diego Arrabal est né le 27 avril 1951 à Bagnères-de-Bigorre dans les Hautes-Pyrénées de parents réfugiés politiques espagnols. Il est professeur d’université, militant syndical et associatif, animateur radiophonique et écrivain. Passionné par le théâtre, la musique et le roman, il se spécialise dans le genre policier. Il réside aujourd’hui à Tarbes. 

## Biographie
Tout d’abord enseignant en lycée, puis Inspecteur de l’Éducation nationale dans l’académie de Strasbourg, il devient Maitre de Conférence en 1994 à l’Université de Haute-Alsace puis Professeur d’Université en 2009 à l’IUFM de Lorraine.

## Littérature
Publié aux Éditions Arcane 17 à partir de 2015 dans la collection Polars, il écrit Jour de colère, qui évoque l'un de ses aspects les plus méconnus de l’époque du franquisme : le trafic d'enfants volés. Puis il publie en 2020 Le Principe des trois singes, qui emmène le lecteur dans l’univers clos d’un collège de province et traite du harcèlement au collège après le suicide d’un élève. 
Il publie également trois thrillers : N’y voyez rien de personnel (Arcane 17, 2017), qui narre la traque d’un tueur à gages, Alice doit mourir, aux Éditions Cairn (2021), dans lequel il fait une incursion dans le surnaturel et la magie noire, et Illusions (Arcane 17, 2024), alternant les aventures à Madrid d'un groupe de résistance armée au franquisme dans les années 70 et l'enquête d'une épouse sur le passé mystérieux de son mari 40 ans plus tard.

## Engagement associatif
Il est responsable administratif de la maison d’Édition associative Arcane 17, créée et dirigée par la députée européenne, journaliste et auteur Marie-Pierre Vieu. Il coanime tous les samedis matins avec l’écrivain Philippe Nonie l'émission de radio « Un jour, un livre, un auteur » sur Radio Présence Lourdes, dans laquelle il chronique les romans policiers et interviewe les auteurs invités.Il participe chaque année aux manifestations de la Fête de l'Humanité, à Paris et en province. Il est administrateur de la Ligue de l'enseignement des Hautes-Pyrénées.

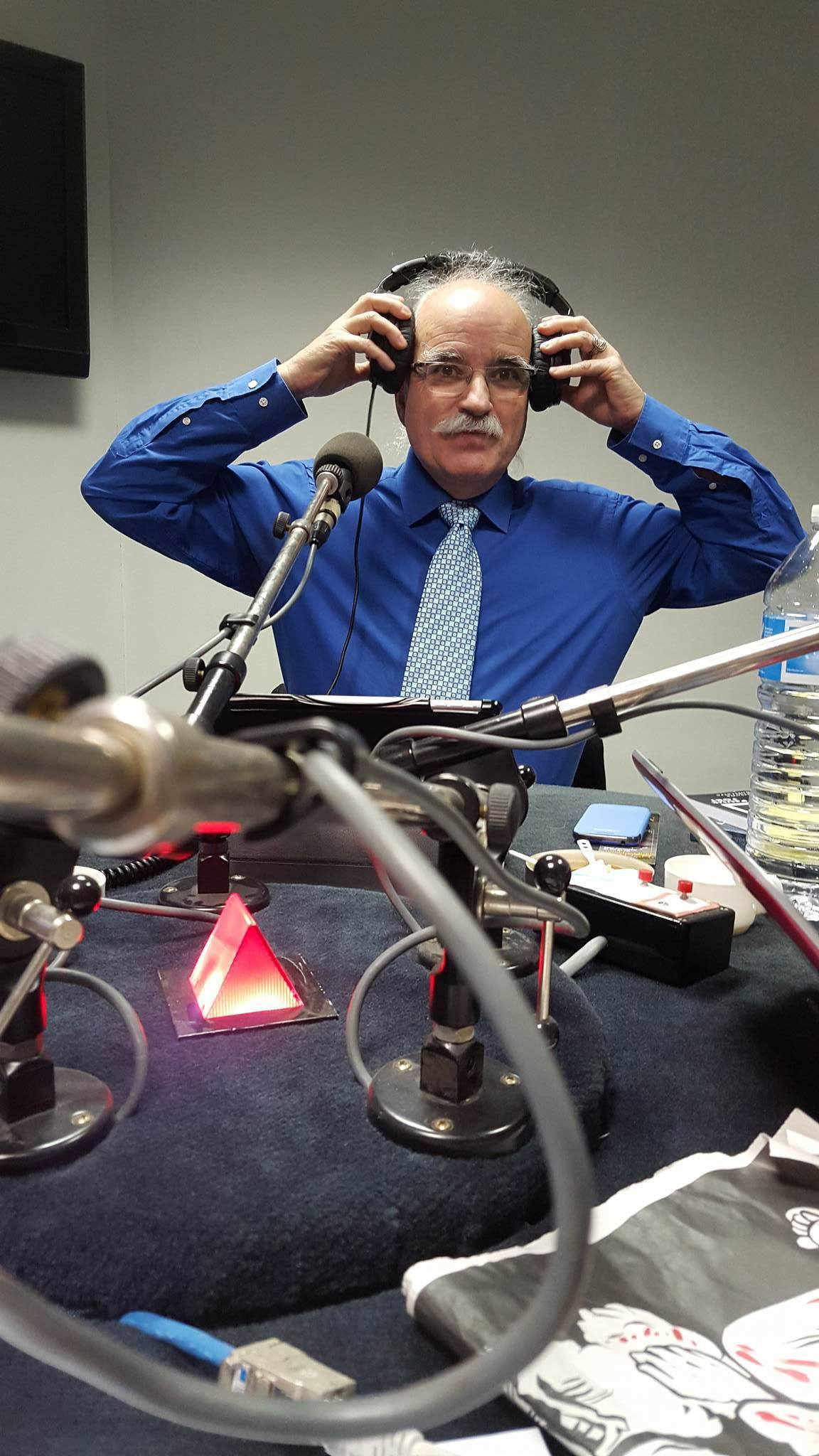
Diego Arrabal chroniqueur radio

## Publications

### Nouvelles
- L’Ultime rendez-vous, nouvelle, 3° prix concours de nouvelles du Festival Skyprods 2007
- Storm Clouds, nouvelle in Collectif, « Mortelles primaires », Arcane 17, 2016
- La Mission d’Aloïs, nouvelle in Collectif, « 1917, Octobre Rouge », Arcane 17, 2017
- La lutte des classes tue en mai, nouvelle in Collectif, « Sous les pavés la Rage », Arcane 17, 2018
- Au mur ! nouvelle in Collectif, « Catalans » Arcane 17, 2019
- Le drapeau rouge flotte à nouveau sur Strasbourg, nouvelle in Collectif, « Rouge cent », Arcane 17, 2020
- Gare au gorille, nouvelle in Collectif, « Mauvaise réputation », Arcane 17, 2021
- Les serres du Condor, nouvelle in Collectif « Chili 1973 », Arcane 17, 2023

### Romans policiers
- Jour de colère, Arcane 17, 2015
- Le Principe des trois singes, Arcane 17, 2020

### Thrillers
- N’y voyez rien de personnel, Arcane 17, 2017
- Alice doit mourir, Éditions Cairn, 2021
- Illusions, Arcane 17, 2024